# Xenornis setifrons
Xenornis setifrons е вид птица от семейство Thamnophilidae, единствен представител на род Xenornis. Видът е световно застрашен, със статут Уязвим.

## Разпространение
Видът е разпространен в Колумбия и Панама.